# Spiruroidea
Die Spiruroidea sind eine Überfamilie der Rollschwänze mit etwa 190 Arten.

## Merkmale
Spiruroidea haben die Merkmale der Rollschwänze. Die Mundhöhle ist gut kutikularisiert, aber niemals lang und zylindrisch. Kaudalflügel sind vorhanden, die Kaudalpapillen liegen in der für Spirurida typischen Anordnung. Die Vulva liegt selten weit vorn oder hinten.

## Systematik
Hodda (2022) gliedert die Überfamilie in zwei Familien, sieben Unterfamilien und 36 Gattungen:
- Gongylonematidae Hall, 1916 (Sobolev, 1949)
  - Gongylonematinae Hall, 1916
    - Gongylonema Molin, 1857
- Spiruridae Oerley, 1885
  - Spirurinae Oerley, 1885
    - Bancroftinema Johnston & Mawson, 1941
    - Chlamydoprocta Chandler, 1954
    - Curvicaudatum Khatoon, Bilqees, Ghazi & Jaffery, 2004
    - Denticulospirura Johnston & Mawson, 1941
    - Isospirura Sood & Parshad, 1972
    - Mastigonema Dailey & Perrin, 1973
    - Paracyrnea Gupta & Jaiswal, 1988
    - Paraspirura Sandground, 1936
    - Protospirura Seurat, 1914
    - Pseudomazzia Mujib, Bilqees, Rehana, Ghazi & Haseeb, 2005
    - Spirura E. Blanchard, 1849
- Spirocercidae Chitwood & Wehr, 1932 (Chabaud, 1975)
  - Ascaropsinae Alicata & McIntosh, 1933
    - Ascarops Van-Beneden, 1873
    - Leiuris Leuckart, 1850
    - Paraleiuris Vaz & Pereira, 1929
    - Physocephalus Diesing, 1861
    - Pygarginema Kadenatsy, 1948
    - Simondsia Cobbold, 1864
    - Spirosprattus Smales, 2004
    - Streptopharagus Blanc, 1912
    - Tejeraia Diaz-Ungria, 1963

  - Mastophorinae Quentin, 1970
    - Mastophorus Diesing, 1853

  - Spirocercinae Chitwood & Wehr, 1932
    - Cyathospirura Baylis, 1934
    - Cylicospirura Vevers, 1922
    - Didelphonema Wolfgang, 1953
    - Mazzia Khalil & Vogelsang, 1932
    - Neospirocerca Johnson, 1968
    - Paraspiralatus Gibbons, Nicholls, Bailey & Samour, 2004
    - Spiralatus Chabaud, Brygoo & Durette, 1963
    - Spirobakerus Chabaud & Bain, 1981
    - Spirocerca Railliet & Henry, 1917
    - Texicospirura Chitwood & Cordero-De-Campillo, 1966
    - Vigisospirura Petrow & Potekhina, 1953
- Hartertiidae Quentin, 1970 (Chabaud, 1975)
  - Hartertiinae Quentin, 1970
    - Alainchabaudia Mawson, 1968
    - Hartertia Seurat, 1914
- Tricheilidae Wang & Wang, 1991
  - Tricheilinae Wang & Wang, 1991
    - Tricheilia Wang & Wang, 1991